# Marieke Vervoort
Pour les articles homonymes, voir Vervoort.
Marieke Vervoort, née le 10 mai 1979 à Diest et morte le 22 octobre 2019 dans la même ville, est une sportive handisport belge.

## Biographie
À l'âge de 14 ans, on lui diagnostique une tétraplégie progressive, une maladie dégénérative rare qui lui a fait perdre l'usage de ses jambes. Malgré la maladie, elle commence le basket-ball en fauteuil roulant puis la natation handisport avant de se tourner vers le paratriathlon. Elle devient championne du monde de paratriathlon en 2006. L'année suivante, elle participe à l'Ironman d'Hawaï. Cette discipline devenant trop difficile avec la maladie, elle se tourne vers le char à voile puis finalement vers l'athlétisme handisport. En 2008, elle dépose sa première demande d'euthanasie auprès du gouvernement belge.
Aux Jeux paralympiques de Londres, elle remporte l'or sur le 100 m T52 et l'argent sur le 200 m T52. Deux ans plus tard aux Championnats du monde 2015 à Doha (Qatar), elle devient triple championne du monde sur le 100 m, le 200 m et le 400 m T52. Sur le 800 m T52, elle ne dépasse pas le stade des séries.
Atteinte d'une maladie dégénérative incurable, elle affirme en 2016 penser à l'euthanasie,. Néanmoins, contrairement à ce que certains articles de presse avaient laissé entendre, elle finit par faire machine arrière et déclare ne plus avoir l'intention de se faire euthanasier à l'issue des Jeux de Rio, mais avoir d'autres projets qu'elle souhaite réaliser, voulant ainsi « profiter de cette chance que l'on appelle la vie ». Aux Jeux de Rio, elle est médaillée d'argent sur le 400 m T52 et de bronze sur le 100 m T52. Elle met alors un terme à sa carrière sportive.
En 2018, elle fait don de son héritage sportif (médailles olympiques, vêtements, vélos) au Sportimonium de Hofstade.
Le 1er juillet 2019, elle poste une vidéo en ligne dans laquelle elle annonce que la douleur devient trop forte et qu'elle n'assistera sûrement pas à la première du film sur sa vie prévue pour décembre à New York. Le 12 septembre, elle réalise sa dernière volonté en faisant le tour du circuit de Zolder dans une Lamborghini Huracán conduite par le pilote Niels Lagrange. Elle est alors en pleins préparatifs pour finaliser sa demande d'euthanasie. Finalement, la sportive décide de se laisser euthanasier pour abréger ses souffrances et meurt le 22 octobre, selon un communiqué de la ville de Diest où elle réside.

## Distinctions
- Grand officier de l'ordre de la Couronne[1]
- Sportif belge de l'année 2012[6]
- Sportif belge de l'année 2015[6]